# Taberna ?

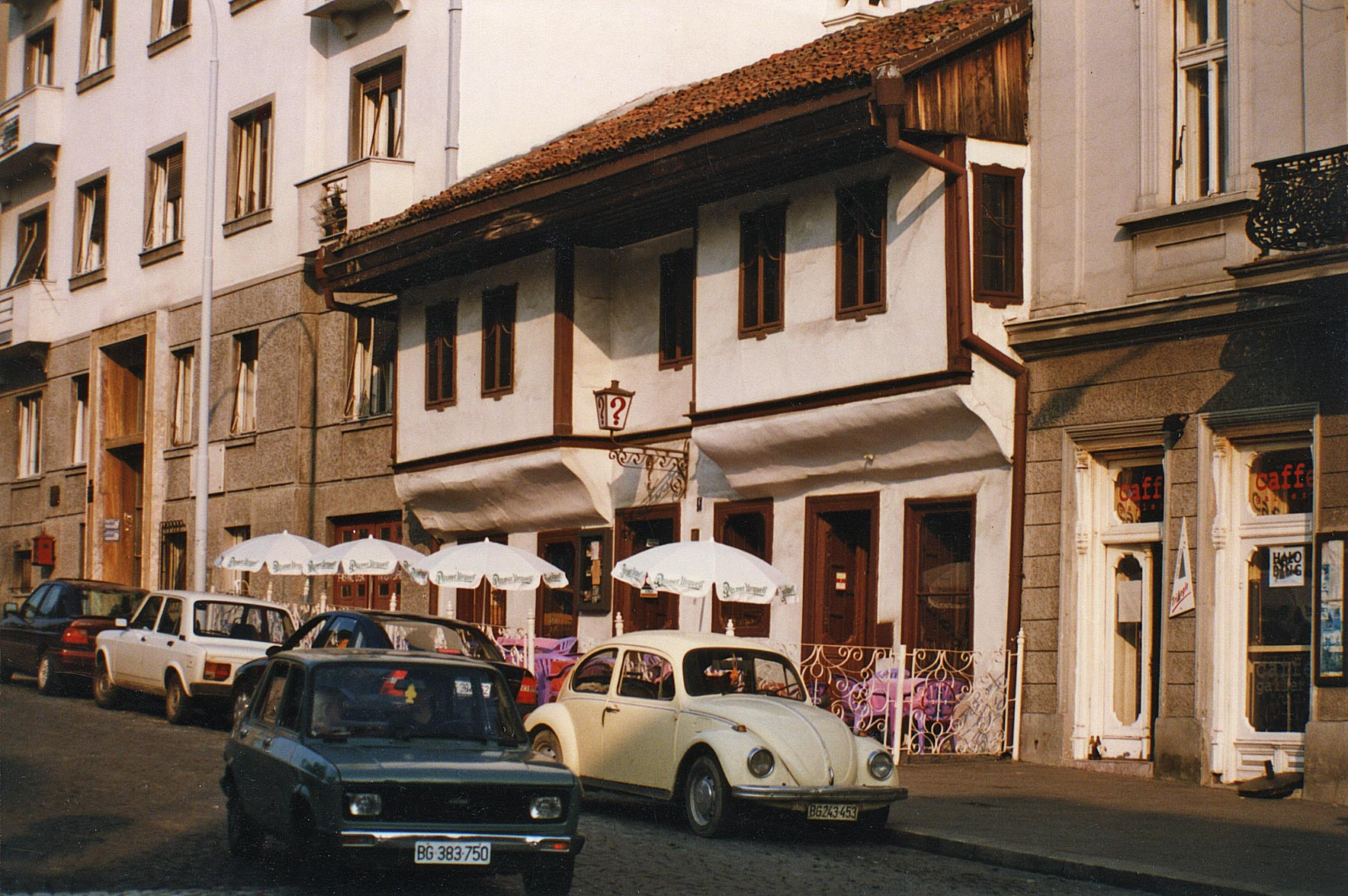
La taberna como restaurante en 1996.

La taberna "?" (en serbio: Кафана "Знак питања"/Kafana "Znak pitanja") es la taberna tradicional (kafana) más antigua de Belgrado, Serbia. Situada en la calle Petra Kralja n°6, el edificio tiene más de 200 años y ostenta el estatus de "monumento cultural".

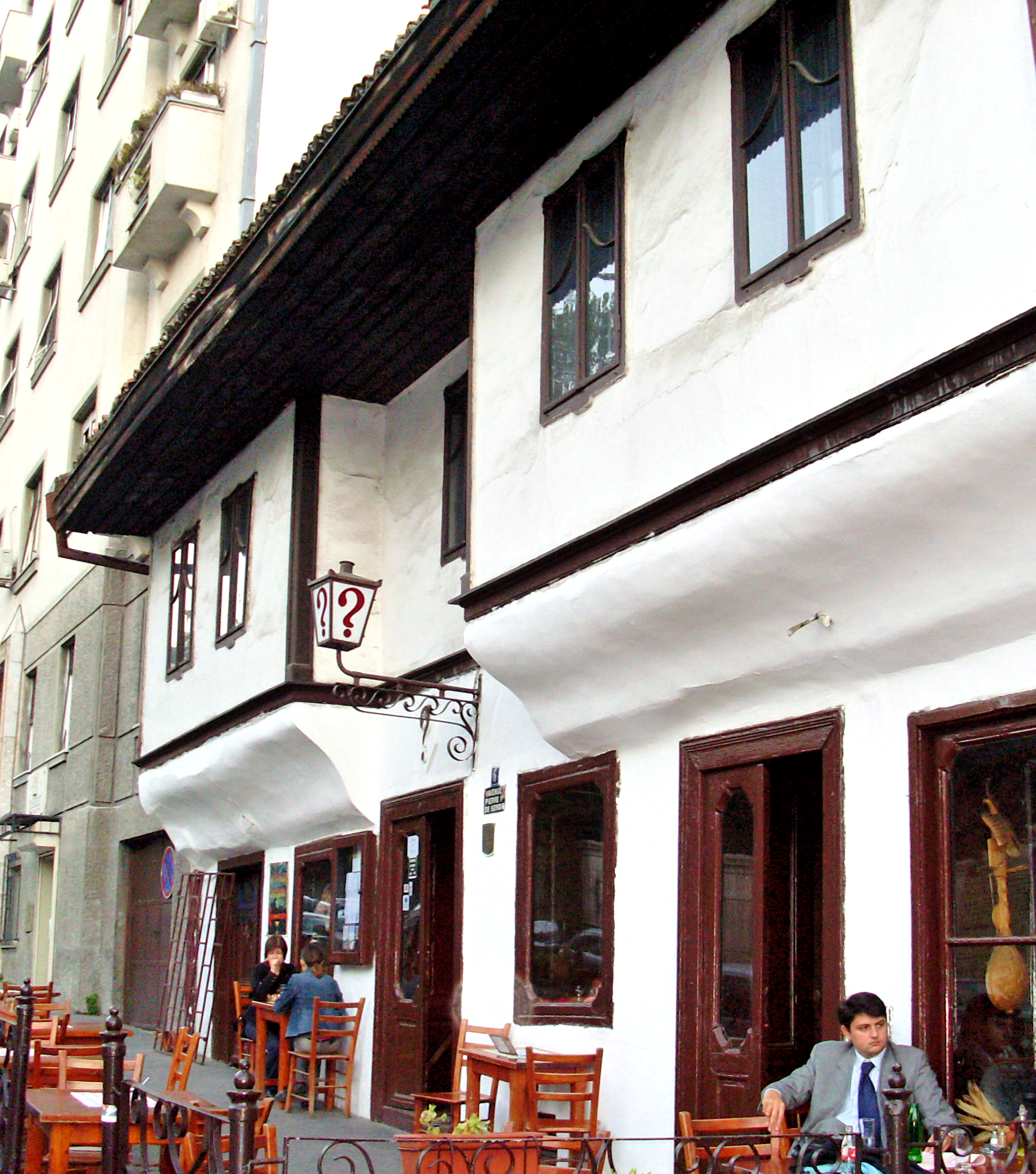
Kafana ? en la calle Rey Petar en diciembre de 2006.

## Historia
En el siglo XIX, en la época de la creación del estado serbio moderno, las casas privadas no eran sitios donde se desarrollaba una activa vida social. En ellas, ante todo, se desenvolvía la vida familiar, protegida de miradas ajenas, tanto de los gobernantes turcos como de la de los demás. Los que no pertenecían al círculo familiar podían entrar en aquel mundo solo en tiempos de grandes fiestas o cuando se celebraba el santo patrón del dueño de la casa. Todas las actividades, fuera de la familia, se desarrollaban en  el centro de la ciudad y en las tabernas, que  representaban el núcleo de la vida social, cultural y política.
“Ya en la época de los primeros días de nuestra capital, mientras los turcos habitaban la villa, los asuntos menores se resolvían en el umbral de las casas. Ćir (don) Nikolče pasaría al umbral de Ćir Šterija, pondrían la cafetera en el brasero, al lado estaría un aprendiz en cuclillas, revolviendo el café con un palillo especialmente labrado, mientras los mercaderes, sentados a la turca con las piernas dobladas bajo sí, en el umbral, cuchicheaban con espaldas encorvadas y los brazos reposando en las rodillas. Trataban asuntos menores, de poca importancia. Ya entonces, los asuntos más importantes se resolvían en las tabernas, donde transcurría toda la vida comercial. Aquellas tabernas eran una especie de bolsa, donde se hacía todo negocio de importación y exportación, donde se cerraban tratos y donde se regulaba el tipo de cambio de aquella extraña mezcla de monedas que circulaban en nuestra ciudad.”
Cuando las ventas, donde la gente se sentaba en las alfombras de mimbre, con las piernas dobladas bajo su cuerpo, fueron sustituidas por las de mesas y bancos alrededor, toda aquella vida se trasladó allí. Allí se reunían comerciantes, artesanos, oficinistas – allí se compraba y vendía, se hacían tratos, se daban y devolvían préstamos, allí se cambiaba el dinero, se traspasaban y adquirían propiedades, se encontraban socios y se rompían pactos con ellos, allí se pactaban matrimonios, compadrazgos, amistades; allí se hacía la política, se escribían cartas, denuncias, quejas y peticiones a las autoridades, allí se encontraban personas y se conocían.  Con cualquiera de aquellos actos, fuese comercial o personal, fuese un trato o se trabase  una amistad, era obligatorio algún agasajo, la costumbre que hacía que la gente se quedara aún más seducida  por la taberna.”
Uno de los lugares que desde sus inicios era un punto importante en el mapa de los sucesos de la ciudad era sin duda la taberna “?” (Signo de interrogación), que se encuentra en la calle Kralja Petra 6, en el antiguo barrio Principal.
La calle Kralja Petra, que va desde la Iglesia catedral y se extiende hasta el barrio de Dorćol, era durante mucho tiempo el centro comercial. Se dividía en tres partes: en la Principal, que ocupaba el área desde la Iglesia catedral hasta el cruce de las calles Knez Mihailova y Kralja Petra, y luego en Zerek y Dorćol. La parte Principal más tarde llevó el nombre de Trgovačka (Del comercio), luego Dubrovačka. 

## Privatización
La casa en que se encuentra la taberna “?” fue construida bajo órdenes del príncipe Miloš  en 1823 por D. Naum Ičko, cabeza del gremio de mercaderes, cónsul mercantil e hijo de Petar Ičko, que en nuestra historia es conocido como uno de los principales organizadores de la Primera insurrección serbia y creador de la “Paz de Ičko”, contraída con Visoka Porta en 1806. Con este tratado de paz – con el que Serbia consiguió que los impuestos se pagaran con cosecha, que un oficial asignado por el sultán recogiera tributos, que los serbios pudieran ejercer oficios públicos en Serbia, que se desterraran los jenízaros y los rufianes, que en Serbia se estableciera el título hereditario de príncipe y que los turcos se asentaran solo en castillos - se crearon requisitos para instaurar un nuevo estado serbio.
Petar Ičko luego llegó a ser cónsul mercantil en Belgrado y durante el reinado del príncipe Miloš aquel título fue traspasado a su hijo Naum. 
Por su posición, que implicaba el poder económico también, en aquel entonces se creía que la casa en cuestión pertenecía a Naum Ičko, sin embargo, tras su muerte en 1827 y al revisar el estado de sus pertenencias, quedó claro que  un hombre honrado, personal y profesionalmente, no podía permitirse una casa en el barrio Principal. La casa era propiedad del príncipe Miloš. 

## Exterior
La construyeron “los maestros de Grecia” en estilo balcánico. Fue edificada con la técnica de “bondruk”, con la distribución asimétrica del espacio interior y dos miradores en la fachada principal. Consta de un sótano, una planta baja y una planta de piso. Se situó a nivel de la calle y la profundidad del solar la ocupan el jardín y el patio. El sótano fue construido de ladrillo con bóvedas masivas, de 6 m x12 m. La planta baja tiene distribución asimétrica, tres habitaciones de 4 m x 9 m, 2,5 m x 4,5 m y 7 m x 7 m. La planta del piso tiene seis habitaciones; el vestíbulo grande de 9 m x 3 m, dos habitaciones de 5 m x 5 m dispuestas simétricamente y que forman los miradores que dan a la calle, la habitación de 3,5 m x 4 m y la cocina de 4 m x 3 m, con un cuarto de servicio de 2,5 m x 2,5 m. La distribución de los cuartos ha permanecido más o menos igual que antes aunque con el tiempo se hizo una división de la planta baja. (2)
Hoy en día es una de las casas urbanas más antiguas y la más vieja de la parte serbia de la villa de Belgrado. Es una casa típica de principios del siglo XIX, uno de pocos ejemplos conservados de estas características arquitectónicas. En las crónicas de viajes de la primera mitad del siglo XIX se menciona con frecuencia “Srpska kafana” (La taberna serbia) que se albergaba en esta casa, como una de las pocas que existían y la más bonita de su tiempo, la que frecuentaban los famosos de la vida pública y cultural, entre otros Vuk Karadžić. Era escenario de la cultura de antaño, en ella se discutía sobre los proyectos de actividades culturales y públicas de la Serbia de la época. A pesar de que sus visitantes eran personas ilustres, el príncipe Miloš incluso prohibió fumar delante de la taberna porque se encontraba ubicada “enfrente de la iglesia”.
Desde 1826, cuando el príncipe Miloš en señal de agradecimiento por sus méritos en el cuidado de los heridos y sus propias hazañas durante la Segunda insurrección serbia se la regaló,  llegó a ser propiedad de Ećim - Toma Kostić, cuñado de Naum Ičko y a la taberna de la planta baja se la denominó “Taberna de Ećim-Toma”.

## Nombre
Cuando los herederos de Ećim-Toma la vendieron, cambió de dueños y nombres. Primero, en 1878 se llamó “Kod pastira” (Del pastor), luego en 1892 llevó el nombre de “Kod Saborne crkve” (Al lado de la Iglesia catedral) pero no durante mucho tiempo. Este nombre no se ajustaba al Reglamento de las tabernas ni tampoco a la opinión de las autoridades eclesiásticas que la consideraban ofensiva para la institución de la iglesia. El entonces dueño, como solución provisional hasta la resolución de la disputa con las autoridades de la iglesia, pero también en señal de protesta, colocó el signo de interrogación “?” que se ha conservado hasta hoy.
En “Beogradske opštinske novine” (El noticiero municipal de Belgrado), un boletín que informaba sobre la vida social, comercial y cultural de la comunidad de Belgrado, en el número de septiembre de 1940, se comunica que muchos interesados se habían dirigido al dueño, señor Pavlović Ivan, comerciante de artículos religiosos, con intención de comprar la casa pero que él los rechazó a todos. La guardaba celosamente para las generaciones venideras. Creía que este edificio lo debería adquirir el municipio, ya que solo a él se la vendería pero bajo la condición de que se mantuviera y quedara igual que hasta entonces. En su opinión, la casa se debería considerar patrimonio público y albergar en ella un Museo de antigüedades de Belgrado. (3)
Inmediatamente después de terminar la guerra en 1946, la taberna “?” fue declarada patrimonio cultural. Desde entonces hasta hoy se han hecho obras de protección en varias ocasiones pero la función del edificio nunca ha cambiado. (4) Era y es una taberna de culto en Belgrado, un lugar donde en la actualidad, como antaño, se reúnen personalidades distinguidas pero también los vecinos del barrio y los feligreses que van a misa a la Iglesia catedral. Durante los noventa del siglo pasado fue testigo de las colas interminables delante de la embajada de Austria y de las historias poco alegres de los refugiados de diferentes regiones de ex Yugoslavia.
A principios de este siglo, en el proceso de privatización, se barajaba la posibilidad de que la taberna cambiara de dueño y de uso, que había conservado durante casi dos siglos de historia. Sin embargo, gracias ante todo a la protesta de sus fieles clientes y amantes de la tradición de esta ciudad, pero también con la ayuda de las instituciones competentes, se han conservado el aspecto y la función de esta casa, la cual ha rebasado sus valores arquitectónicos, históricos y culturales para convertirse en una institución y  un valor por sí misma. 

## Galería

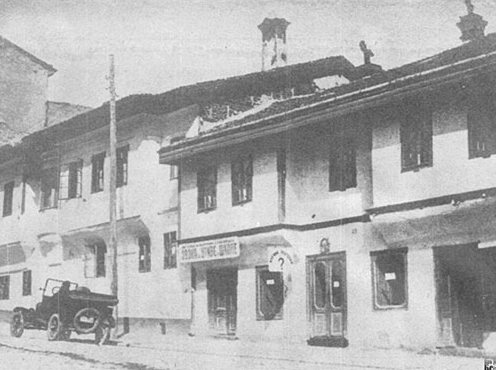
Taberna "?" entre 1900 y 1940
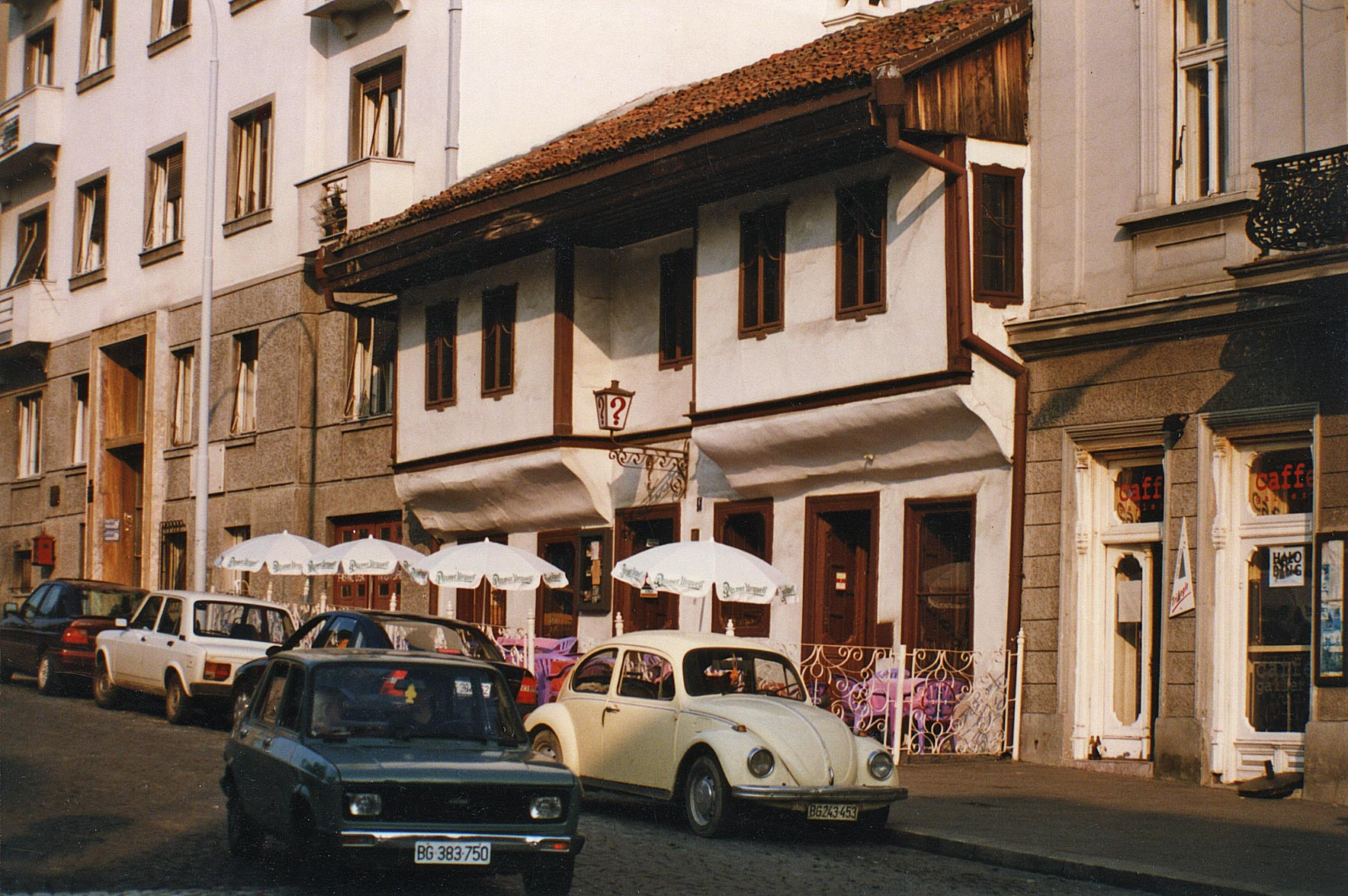
Taberna "?" en 1996
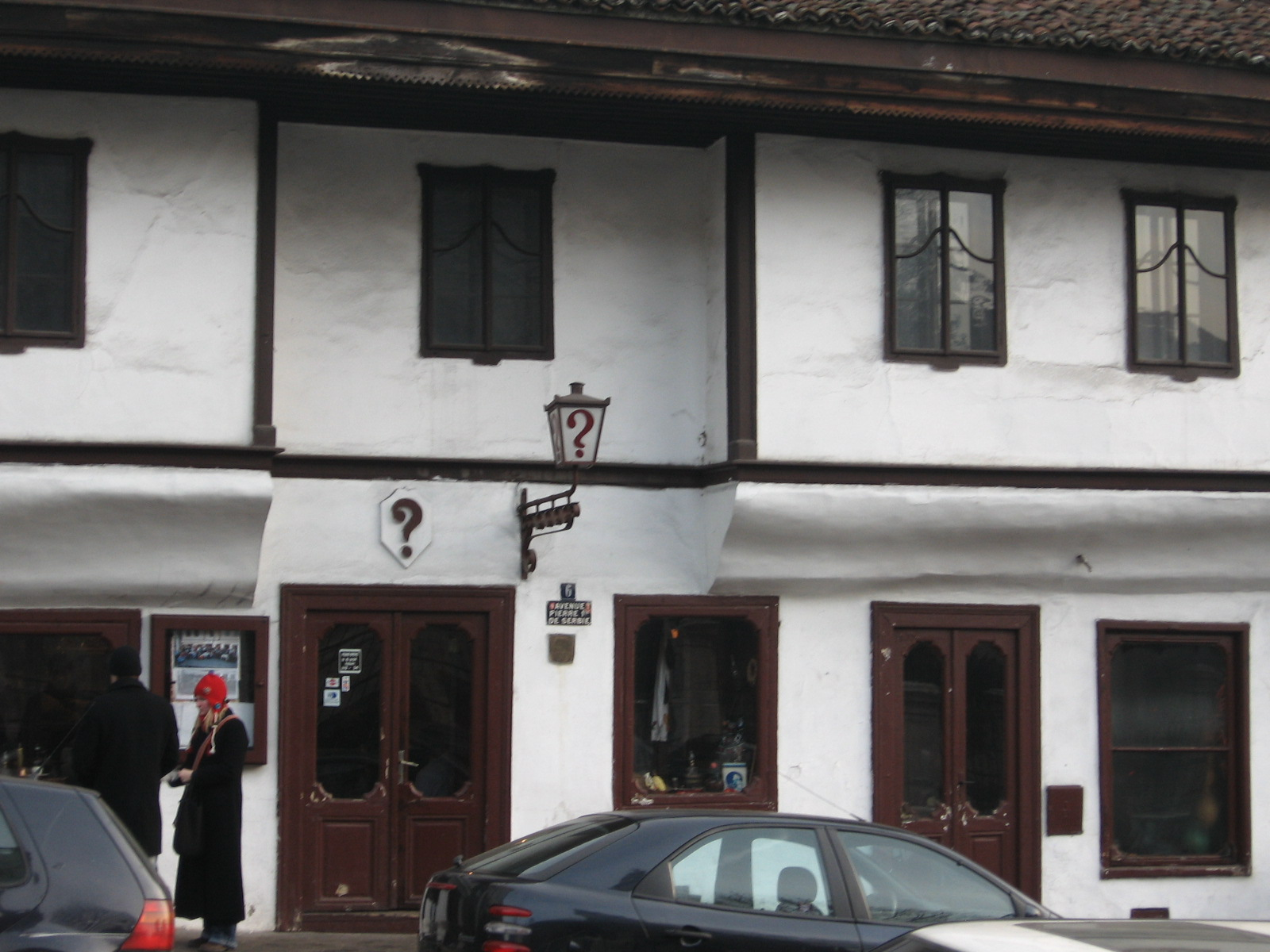
Taberna "?" en diciembre de 2006
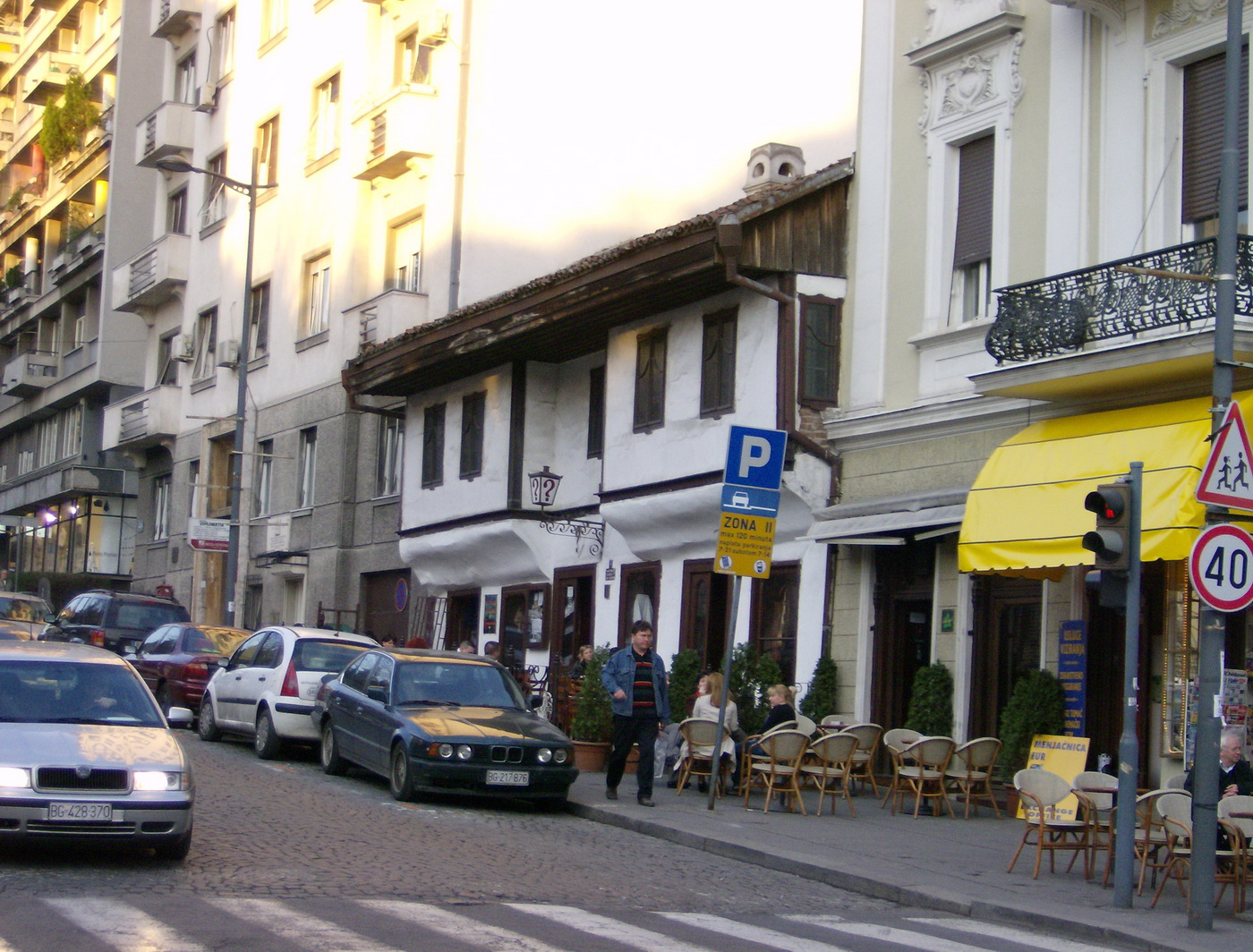
Taberna "?"en enero de 2010
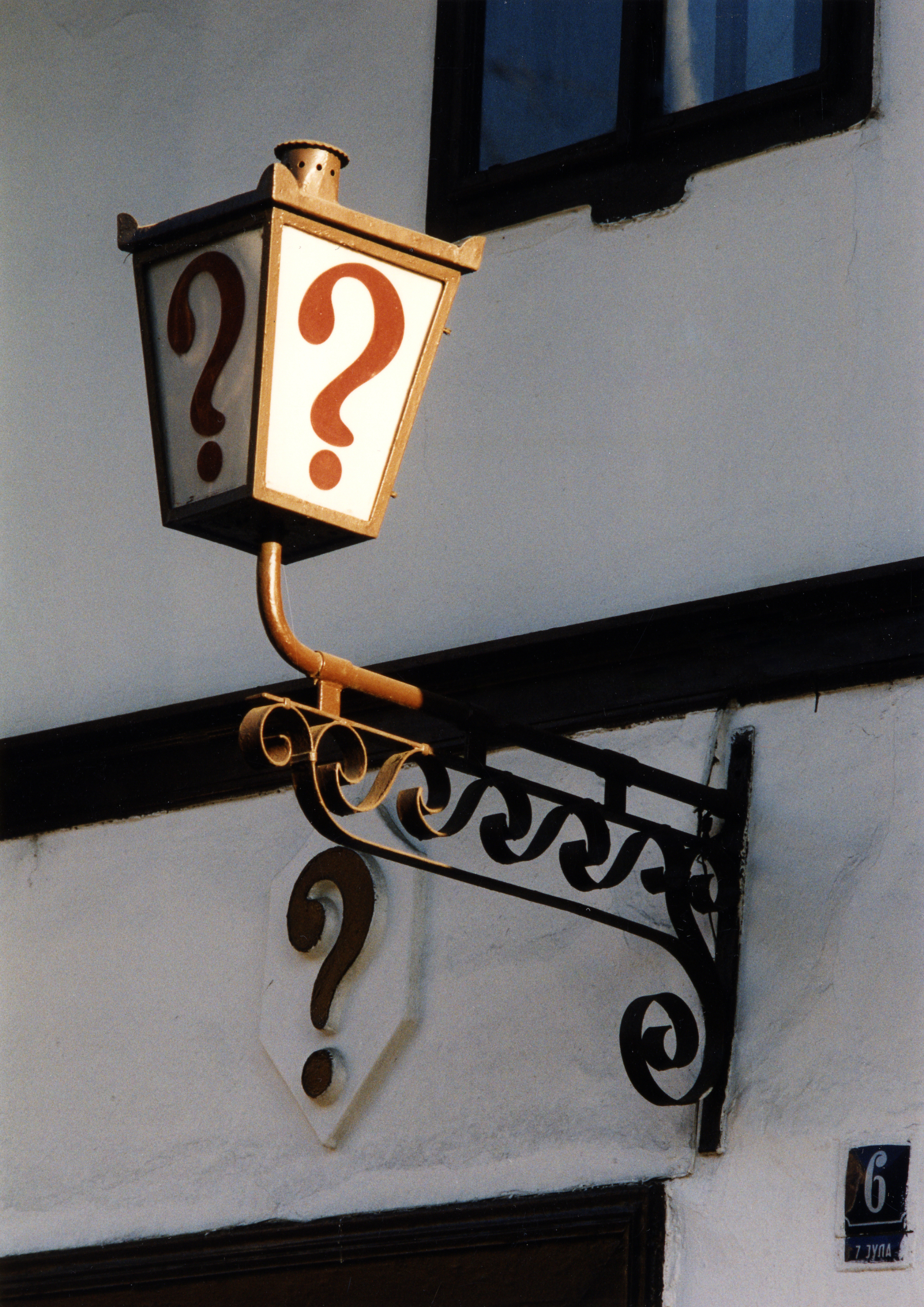
El letrero del local, con su característico "?"
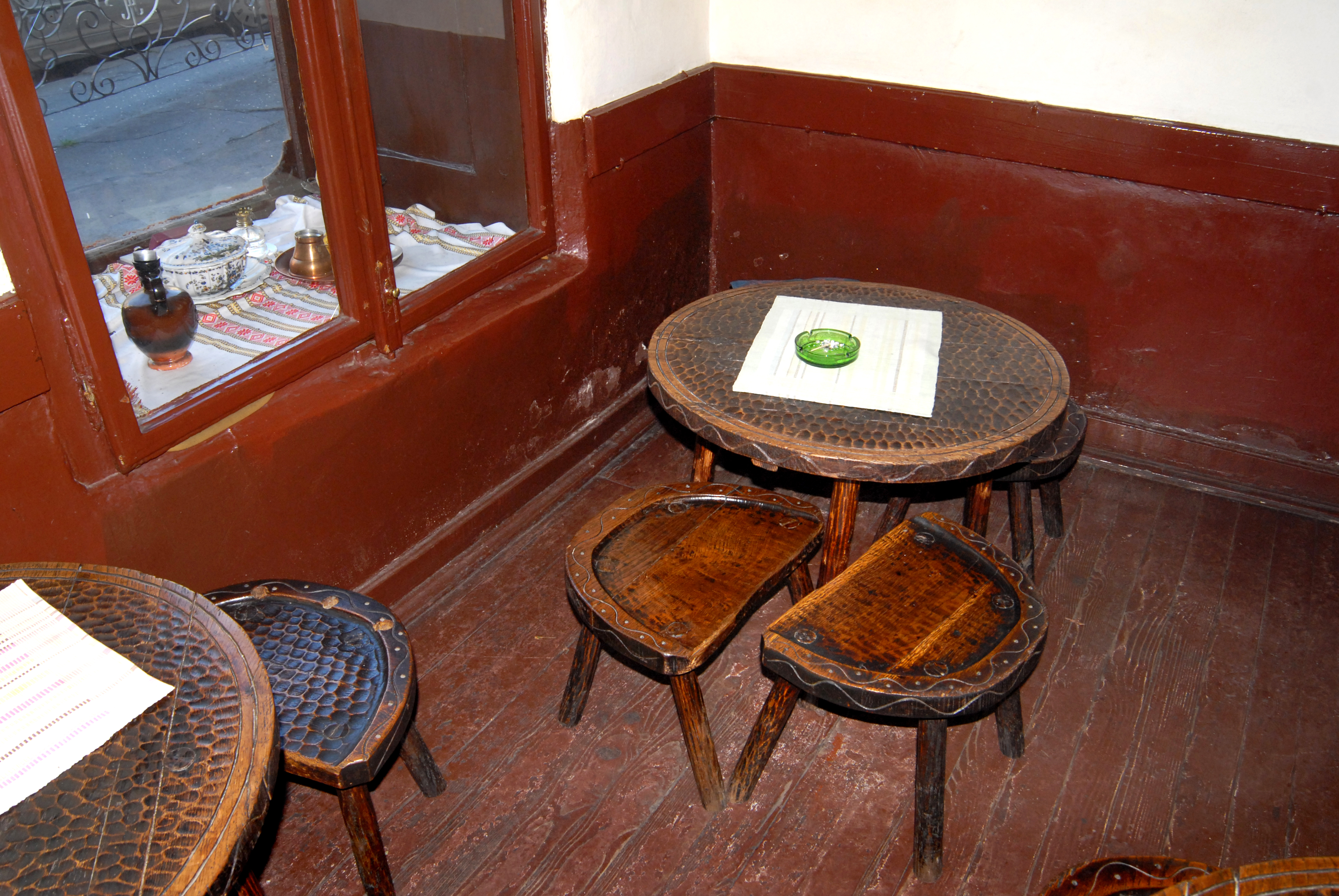
Interior
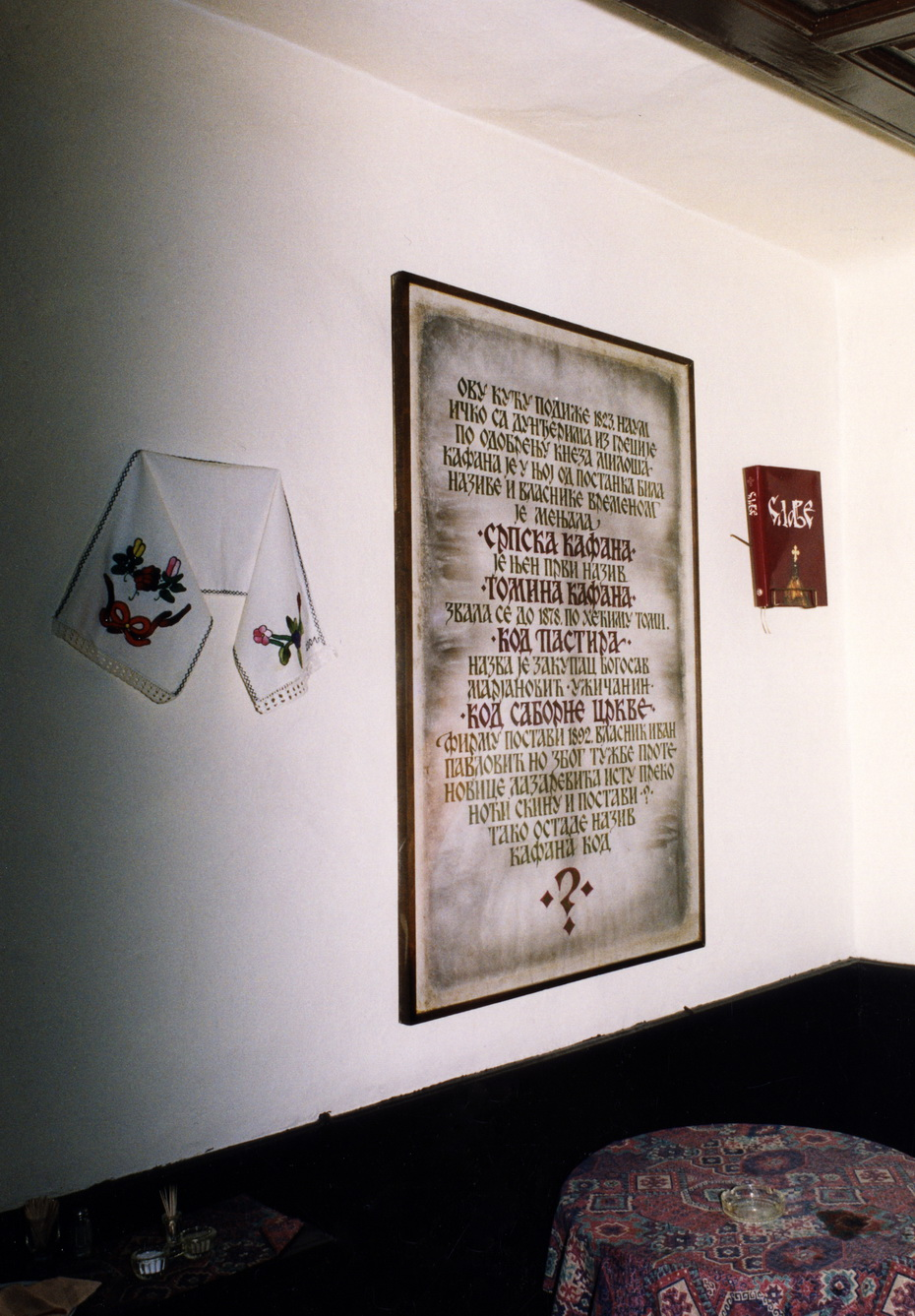
Interior